# Cryptosporidium
Cryptosporidium és un gènere de protistes paràsits apicomplexes que, en humans causen malalties gastrointestinals amb diarrea (criptosporidiosi).
La criptosporidiosi és típicament una malaltia aguda de curta durada, però la infecció pot ser greu i continuada en nens i pacients immunocompromesos, com els individus amb SIDA. El

## Característiques
Els Cryptosporidium són protozous patogens dins el fílum Apicomplexa i causen la malaltia diarreica anomenada criptosporidiosi. Contrastant amb Plasmodium, que es transmet via un vector mosquit, Cryptosporidium no fa servir cap insecte vector i completa el seu cicle en un únic hoste, resultant en estadis de quists que s'excreten per la femta i són capaces d'infectar un altre hoste.
Un gran nombre de Cryptosporidium infecten mamífers. En humans, els principals causants de malalties són: C. parvum i C. hominis (anteriorment dit C. parvum genotip 1). C. canis, C. felis, C. meleagridis, i C. muris també poden causar malalties en humans.
El genoma de Cryptosporidium parvum va ser seqüenciat el 2004 i es va trobar inusual entre els eucariotes pel fet que els mitocondris sembla que no tenen ADN mitocondrial. Per a C. hominis també es disposa de la seqüència del genoma.

## Cicle vital

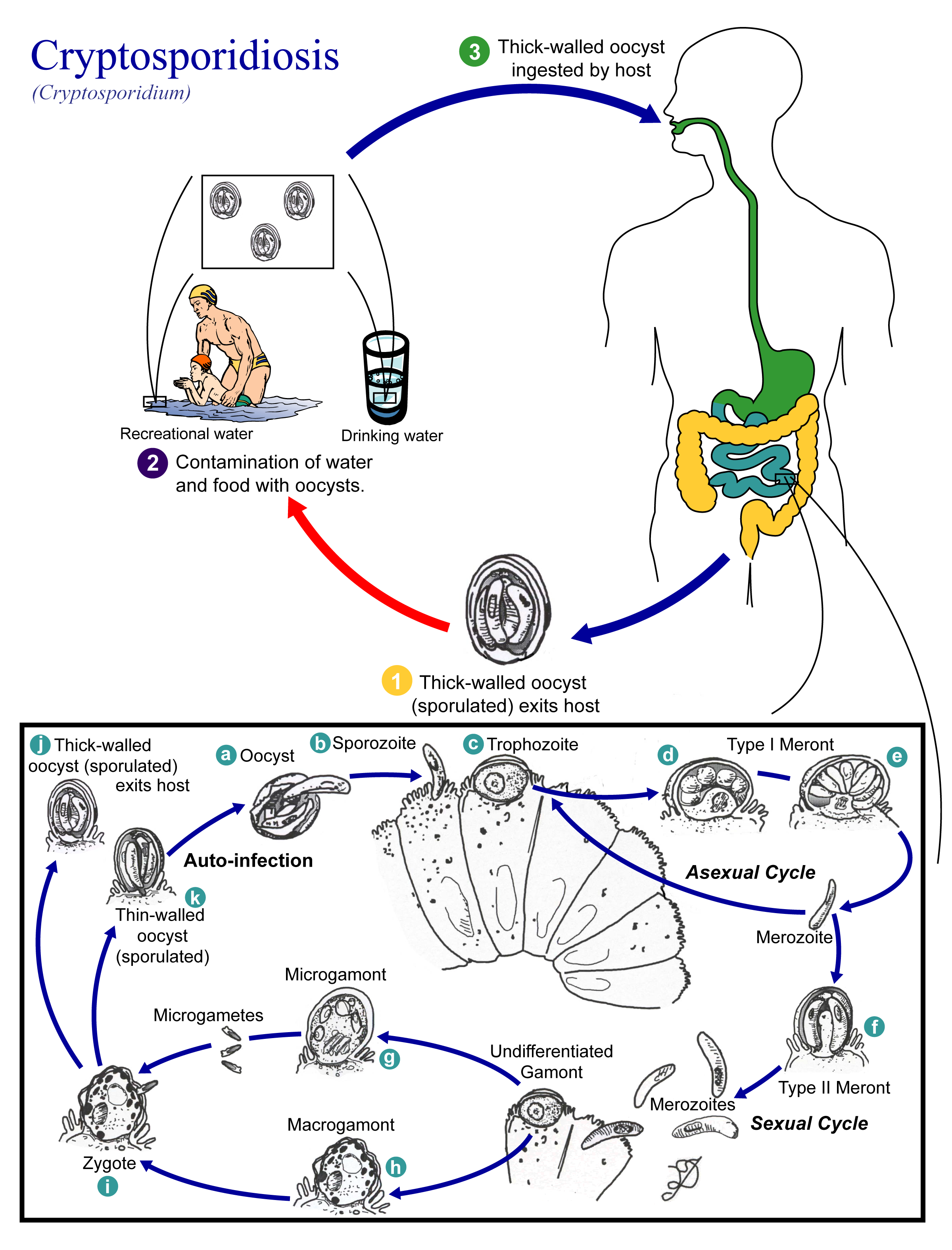
Cicle vital de Cryptosporidium spp.

Cryptosporidium té una fase d'espora (oocist) i en aquest estadi pot sobreviure molt temps fora de l'hoste. També resisteix molts desinfectants, notablement els basats en el clor.